# Batilda de Chelles
Batilda o Batilde de Chelles (en anglosajón: Bealdhild; 626 o 627-30 de enero del 680) fue reina de Burgundia y Neustria, esposa del rey merovingio Clodoveo II. Su biografía está registrada en dos tradiciones contrapuestas. Una de ellas, la Vita S. Bathildis, registra su candidatura para la santidad y la meritoriedad de esta, mientras que la otra aborda una crónica más mundana o realista. Esta segunda versión está apoyada por los hallazgos arqueológicos en Anglia Oriental. La tradición que atestigua la santidad la señala como impulsora en la creación de dos abadías francesas, Corbie y Chelles.
Ambas tradiciones la presentan como una aristócrata, quizá familiar de Ricberht de Estanglia, el último rey pagano anglosajón, pues se sabe que su rival Sigeberto de Estanglia la vendió como esclava para servir a Erquinoaldo, mayordomo del palacio de Clodoveo en Neustria.  Batilda habría caído en la esclavitud al ser raptada por esclavistas sirios mientras atravesaba el canal de la Mancha.  Una vez viudo el mayordomo, la pretendió como esposa, pero ella se ocultó hasta que este se hubo casado de nuevo. Fue entonces cuando Clodoveo la conoció y pidió su mano a Erquinoaldo.

## Santidad
Fue canonizada por el papa Nicolás I en el año 880. Su mayor santuario es la abadía de Chelles, situada a las afueras de París. La Iglesia católica señala el 30 de junio como día de su martirio, mientras que en Francia se celebra su santo el día 26 de ese mes.